# Paul Lacroix
Paul Lacroix, más conocido bajo los seudónimos de P. L. Jacob o Bibliophile Jacob (París, 27 de febrero de 1806-París, biblioteca del Arsenal, 16 de octubre de 1884) fue un polígrafo erudito francés.

## Publicaciones
- Directoire, Consulat et Empire. Mœurs et usages, lettres, sciences et arts, Paris, 1885.
- Quand j'étais jeune, souvenirs d'un vieux Paris, E. Renduel, 1833 Lire en ligne
- L'Origine des cartes à jouer (en francés). Paris: Techener. 1835.
- Bibliothèque de M. G. de Pixerécourt, 1838.
- Galerie des Femmes de George Sand, avec 24 gravures de John Henry Robinson, 1842-1843.
- Bibliothèque dramatique de M. de Soleinne, 1843-1845.
- Bibliothèque dramatique de Pont de Vesle, 1846.
- Costumes historiques de la France d’après les monuments les plus authentiques, 1852.
- [Pierre Dufour], Histoire de la prostitution chez tous les peuples du monde depuis l’antiquité la plus reculée jusqu’à nos jours, Bruxelles / Paris, Ferdinand Seré, 1851-1853.
- Histoire politique, anecdotique et populaire de Napoléon III empereur des Français et de la dynastie napoléonienne, 1853, volumes.
- Œuvres complètes de François Villon, nouvelle édition revue, corrigée et mise en ordre avec des notes historiques et littéraires, par P. L. Jacob, Bibliophile, Paris, P. Jannet, 1854.
- Plus romanesque aventure de ma vie, Paris, P. Henneton, 1854 (Leer en línea).
- Ballets et mascarades de Cour, de Henri III à Louis XIV (1581-1652), 1868-1870.
- Vie militaire et religieuse au Moyen Âge et à l’époque de la Renaissance, 1869.
- Aventures de l’abbé de Choisy habillé en femme, 1870.
- Les Arts au Moyen Âge et à l'époque de la Renaissance, Paris, Librairie de Firmin Didot Frères, 1869.
- Mœurs, usages et costumes au Moyen Âge et à l’époque de la Renaissance, 1871-1877. Leer en línea.
- Sciences et Lettres au Moyen Âge et à l'époque de la Renaissance, Paris, Librairie de Firmin-Didot, 1877.
- Œuvres poétiques de Marc-Claude de Buttet, 2 tomes , 1880.
- Recherches historiques sur les maladies de Vénus dans l'antiquité & le moyen âge, A. Blancard, Bruxelles, 1883 : 203 p. Leer en línea
- Ma République, eaux-fortes d'Edmond-Adolphe Rudaux, Paris, L. Carteret, 1902.
- Suite de la Convalescence du vieux conteur (in-8°) (en francés). Paris: Desforges. 1837. p. 348.

- Datos: Q1607626
- Multimedia: Paul Lacroix / Q1607626